# 牛叠肚
牛叠肚（学名：Rubus crataegifolius）为蔷薇科悬钩子属的植物，又可稱山楂葉懸鉤子、牛凸肚。分布在日本、俄罗斯、朝鲜以及中国大陆的吉林、河北、辽宁、黑龙江、山东、山西、河南等地，生长于海拔300米至2,500米的地区，一般生长在山沟、林缘、向阳山坡灌木丛中和路边成群生长，目前尚未由人工引种栽培。